# František Dvorský
František Dvorský (25. září 1846 Strážnice – 3. listopadu 1917 Brno) byl moravský středoškolský profesor, přírodovědec a vlastivědný pracovník.

## Biografie
V mládí František Dvorský studoval na gymnáziích ve Strážnici, Kroměříži a Litomyšli. Dva roky pak byl zapsaný jako privatista (externí student) na teologické fakultě v Olomouci, odkud přešel na filozofickou fakultu vídeňské univerzity. Na vídeňské univerzitě působil ve spolku českých akademiků Morava.
Jako učitel poté působil v několika školách na Moravě (mezi lety 1864 a 1867), následně pak působil jako vychovatel v Bílkově ústavu, po roce 1870 pak suploval na gymnáziu v Uherském Hradišti a v roce 1871 pak začal učit na gymnáziu v Uničově.
Dne 27. září 1873 se v Boskovicích oženil s Kateřinou Luňáčkovou (*1851–1852)
V roce 1875 pak přešel na dvojjazyčné státní gymnázium v Třebíči, kde pracoval mezi lety 1875 a 1886.
V roce 1886 pak František Dvorský přešel do Brna, kde začal učit na 2. českém státním gymnáziu, od roku 1895 pak byl členem muzejní sekce Moravského hospodářského spolku a v roce 1896 se stal konzervátorem mineralogické sbírky Františkova muzea (pozdější Moravské zemské muzeum). Roku 1898 se začal starat také o prehistorické sbírky v témže muzeu.
Zemřel v Brně, jako příčina úmrtí byla udána stařecká slabost (Altersschwäche).

## Dílo
V Třebíči se František Dvorský začal věnovat mineralogii, setkal se s hospodářským radou třebíčského velkostatku A. Hanischem, kdy společně podnikali výzkumné mineralogické cesty po okolí Třebíče. Ve spolupráci s vídeňským geologem Franzem Eduardem Suessem zmapovali geologické podloží západní Moravy. Nedaleko Kožichovic nalezl tzv. zelené sklo, po posouzení bylo zjištěno, že je to tzv. moldavit (vltavín). Později sepsal o původu moldavitů několik prací.
Od roku 1897 začal působit jako redaktor Vlastivědy moravské. Je autorem knih Třebický okres a Náměšťský okres. V roce 1899 odešel do důchodu.
Jako přírodovědec se zajímal zejména o mineralogii. Na Moravě bylo jeho zásluhou objeveno několik nových nalezišť nerostů. Později působil ve Františkově muzeu v Brně. Dnes jeho sbírky spravuje Moravské zemské muzeum. U Rokytnice nad Rokytnou pod zámkem Sádek založil grafitový důl.

### Knižní vydání
- O vltavínech moravských (Nový příspěvek k řešení otázky vltavínů; nákladem vlastním, kol. r. 1900)
- Vlastivěda moravská. I, Země a lid. Díl 1, Přírodní poměry Moravy (V Brně, Nákladem Musejního spolku, 1897)[p 1]
- Vlastivěda moravská. I, Země a lid. Díl III všeobecné části, Dějiny Moravy od nejstarších dob až do r. 1848 (V Brně, nákladem Musejního spolku, 1899-1914)
- Vlastivěda moravská. II, Místopis Moravy. Díl II [i.e. IV] místopisu, Jihlavský kraj. Čís. 66, Třebický okres (V Brně, Musejní spolek, 1906)
- O starožitném panském rodě Benešoviců. Čásť I, O Benešovicích - vyjímaje rod pánů z Kravař (V Brně, Musejní spolek, 1907)
- Vlastivěda moravská. II., Místopis Moravy. Díl VI. Místopisu, Znojemský kraj. Čís. 45., Náměšťský okres (V Brně, nákladem Musejního spolku v Brně, 1908)
- O starožitném panském rodě Benešoviců. Čásť II, O rodě pánů z Kravař (V Brně, Musejní spolek, 1910)
- Vlastivěda moravská. II, Místopis Moravy. Díl II místopisu, Hradištský kraj. Čís. 59, Strážnický okres (V Brně, Musejní spolek, 1914)
- Vlastivěda moravská. II, Místopis Moravy. Díl VI místopisu, Znojemský kraj. Čís. 42, Hrotovský okres (V Brně, Musejní spolek, 1916)

### Posmrtná vydání
- Vlastivěda moravská. II, Místopis Moravy. Díl VI. místopisu, Znojemský kraj. Čís. 45, Náměšťský okres (Brno, GARN, 2008)[7]
- Vlastivěda moravská. II, Místopis Moravy. Díl II. místopisu, Jihlavský kraj. Čís. 66, Třebický okres (Brno, GARN, 2008)[7]
- Vlastivěda moravská. II, Místopis Moravy. Díl VI. místopisu, Znojemský kraj. Hrotovský okres (Brno, GARN, 2008)

## Posmrtné pocty
Jméno Františka Dvorského nese několik ulic moravských měst: Brna-Štýřic, Třebíče-Boroviny a Strážnice.